# Przejście graniczne Leszna Górna-Horní Líštná
Przejście graniczne Leszna Górna-Horní Lištná – polsko-czeskie drogowe przejście graniczne położone w województwie śląskim, w powiecie cieszyńskim, w gminie Goleszów, w miejscowości Leszna Górna, zlikwidowane w 2007.

## Opis
Przejście graniczne Leszna Górna-Horní Lištná z miejscem odprawy granicznej w miejscowości Leszna Górna czynne było całą dobę. Dopuszczony był ruch pieszych, rowerzystów, motocykli, samochodów osobowych, autokarów i samochodów ciężarowych o dopuszczalnej masie całkowitej do 7,5 tony (od 15 lutego 2007) oraz mały ruch graniczny. Kontrolę graniczną osób, towarów i środków transportu wykonywała kolejno: Graniczna Placówka Kontrolna Straży Granicznej w Lesznej Górnej (GPK SG w Lesznej Górnej), Placówka Straży Granicznej w Lesznej Górnej i Placówka Straży Granicznej w Cieszynie.
21 grudnia 2007 na mocy układu z Schengen przejście graniczne zostało zlikwidowane.

### Przejścia graniczne z Czechosłowacją
W okresie istnienia Czechosłowackiej Republiki Socjalistycznej funkcjonowało w tym miejscu polsko-czechosłowackie przejście graniczne małego ruchu granicznego Leszna Górna-Horní Lištná – I kategorii. Zostało utworzone 13 kwietnia 1960. Czynne było codziennie w godz. 4.00–24.00. Dopuszczony był ruch osób i środków transportu na podstawie przepustek z wszelkich względów przewidzianych w Konwencji. Kontrolę graniczną osób, towarów i środków transportu wykonywała Strażnica WOP Leszna Górna.
W II RP istniało polsko-czechosłowackie przejście graniczne Górna Leszna-Dolni Liszna (miejsce przejściowe po drogach ulicznych), w rejonie znaku granicznego nr 59/11, 59/12 oraz w rejonie znaku granicznego nr 59/13, punkt przejściowy z prawem dokonywania odpraw mieszkańców pogranicza, bez towarów w czasie i na zasadach obowiązujących urzędy celne, ustawione przy drogach kołowych. Dopuszczony był mały ruch graniczny. Przekraczanie granicy odbywało się na podstawie przepustek: jednorazowych, stałych i gospodarczych.

## Galeria

Przejście graniczne Leszna Górna-Horní Líštná
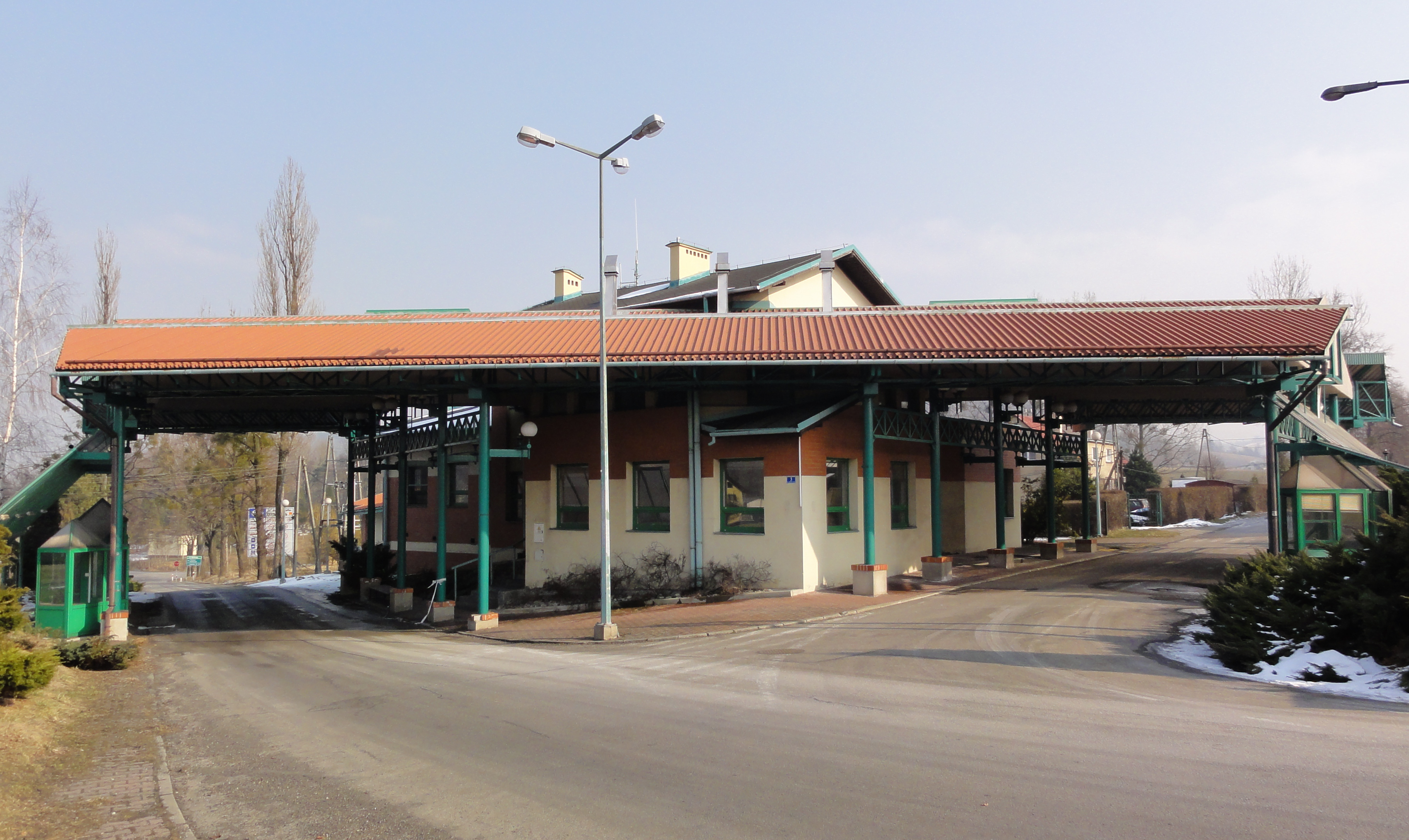
Miejsca odpraw (marzec 2011)
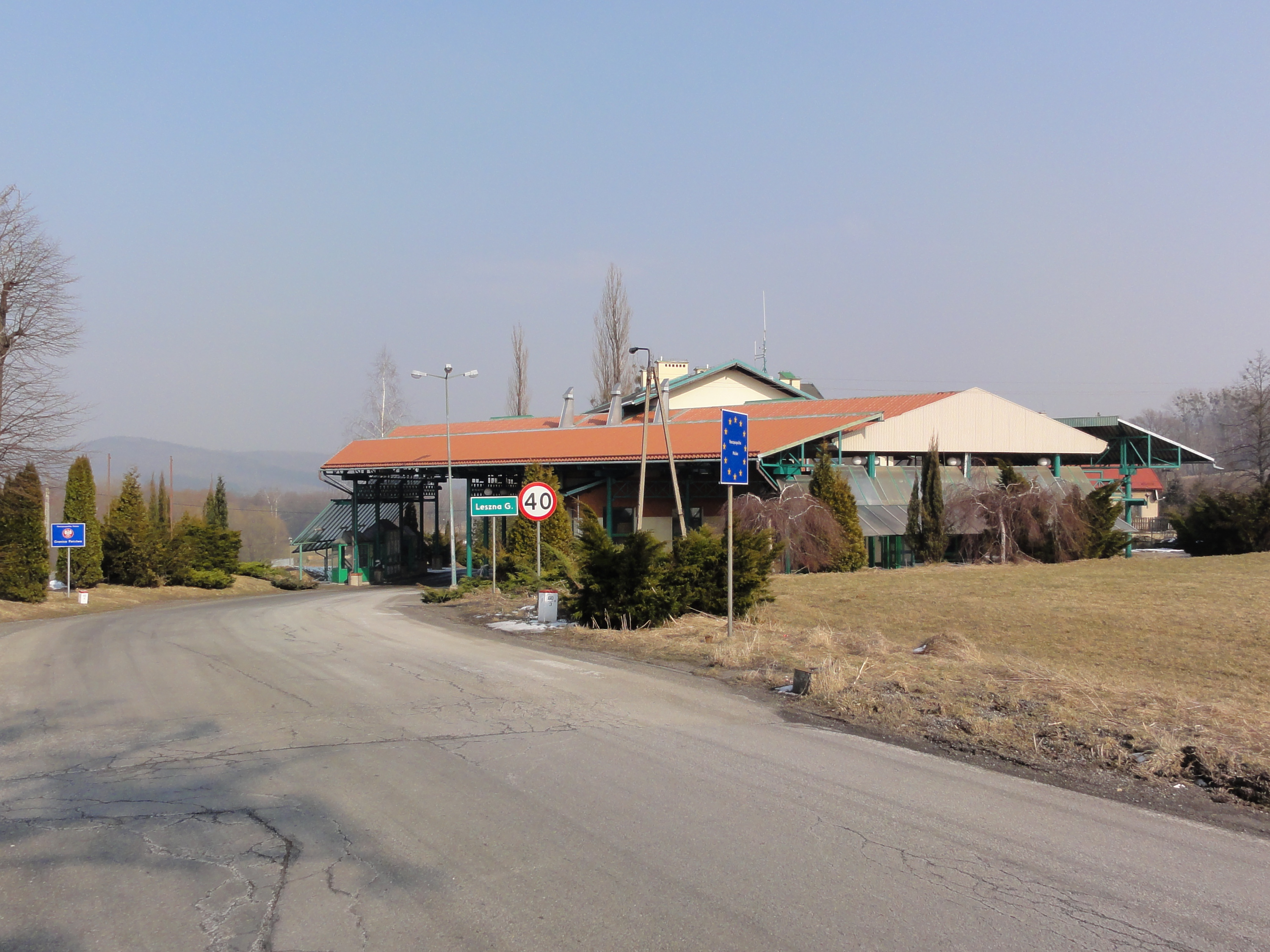
Widok od strony czeskiej (marzec 2011)